# Kurt Howaldt
Kurt Howaldt (* 5. November 1877 in Kiel; † 28. März 1943) war ein deutscher Ingenieur und Manager der Elektrizitätswirtschaft.

## Leben
Kurt Howaldt entstammt der Kieler Unternehmerfamilie Howaldt, sein Vater war Bernhard Howaldt. Nach dem Abitur am Gymnasium in Kiel studierte er an der Technischen Hochschule Karlsruhe und der Technischen Hochschule Dresden. In Karlsruhe wurde er wie sein Vater Mitglied des Corps Bavaria. Später wurde er Direktor und Vorstandsmitglied der Aktiengesellschaft Körtings Elektrizitätswerke in Berlin.
Am Ersten Weltkrieg nahm er als Hauptmann und Kolonnenkommandeur teil und wurde mit dem Eisernen Kreuz II. Klasse ausgezeichnet.
Der Kieler Unternehmer und Reeder Bernhard Howaldt junior war sein Bruder. Er war verheiratet mit Cecilie geb. Rosentreter. Kurt Howaldt wurde auf dem Friedhof in Berlin-Dahlem bestattet.